# Autori greci antichi
La lista è basata sugli autori le cui opere sono indicate nel Thesaurus Linguae Graecae. Canon of Greek Authors and Works.

## A
- Abideno
- Acacio di Cesarea
- Acesandro
- Acesia
- Acestio
- Acheo di Eretria
- Achille Tazio (romanziere)
- Achille Tazio (astronomo)
- Gaio Acilio
- Acusilao
- Adamanzio (medico)
- Adamanzio (teologo)
- Adrasto d'Afrodisia
- Adriano di Tiro
- Aezio
- Afareo
- Aftonio
- Agaclito
- Agallide
- Agamestore (poeta)
- Agatarchide di Cnido
- Agatarco
- Agatemero
- Agatillo
- Agatobulo
- Agatocle di Atrace
- Agatocle di Cizico
- Agatodemone
- Agatone (storico)
- Agatone
- pseudo-Agatone
- Agazia
- Agesilao (storico)
- Agia e Dercilo
- Aglaide
- Aglaostene
- Agrippa (astronomo)
- Agrippa (filosofo)
- Agroeta
- Albino (filosofo)
- Alceo
- Alceo (comico)
- Alcibiade (elegiaco)
- Alcidamante
- Alcifrone
- Alcimene (poeta)
- Alcimo (storico)
- Alcmane
- Alcmeone di Crotone
- Alessandro (comico)
- Alessandro di Afrodisia
- Alessandro di Efeso
- Alessandro di Licopoli
- Alessandro di Mindo
- Alessandro Etolo
- Alessandro figlio di Numenio
- Alessandro Poliistore
- Alessarco
- Alessi (comico)
- Alessi di Samo
- Alessino Eleo
- Amelesagora
- Aminte
- Amipsia
- Ammonio (epigrammista)
- Ammonio (grammatico)
- Ammonio di Alessandria (scrittore ecclesiastico)
- Ammonio di Ermia
- Ammonio Sacca
- Amometo
- Anacreonte
- Anacreonte il giovane
- Anassagora
- Anassandrida (storico)
- Anassandride
- Anassarco
- Anassicrate
- Anassila (poeta)
- Anassimandro
- Anassimene di Lampsaco
- Anassimene di Mileto
- Anassione
- Anassippo
- Anatolio di Laodicea
- Andocide
- Andrea di Palermo
- Andrea (medico)
- Andrisco di Nasso
- Androeta di Tenedo
- Andromaco Medico
- Androne di Alessandria
- Androne di Alicarnasso
- Androne di Efeso
- Androne di Teo
- Andronico di Rodi
- Androzione
- Anficrate
- Anfide
- Anfiloco di Iconio
- Anite di Tegea
- Anniceride di Cirene
- Annone il Navigatore
- Anonimo di Giamblico
- Anonimo del Libro di Giuseppe e Aseneth
- Antagora di Rodi
- Antenore di Creta
- Antidoto (poeta)
- Antifane
- Antifane di Berge
- Antifonte
- Antifonte di Ramnunte
- Antigene (storico)
- Antigono di Caristo
- Antigono di Nicea
- Antigono (storico)
- Antileone (storico)
- Antillo (medico)
- Antimaco di Colofone
- Antimaco di Teo
- Antioco di Ascalona
- Antioco di Siracusa
- Antipatro di Sidone
- Antipatro di Tarso
- Antipatro di Tessalonica
- Antistene
- Antonino Liberale
- Antonio Agiografo
- Antonio Diogene
- Apione
- Apolla
- Claudio Apollinare
- Apollinare di Laodicea
- Apollodoro di Artemita
- Apollodoro di Atene (grammatico)
- Apollodoro di Atene (lirico)
- Apollodoro di Caristo
- Apollodoro di Damasco
- Apollodoro di Gela
- Apollodoro di Seleucia
- Apollodoro di Tarso
- pseudo-Apollodoro
- Apollofane (comico)
- Apollofane (filosofo)
- Apollonide (poeta)
- Apollonio (biografo)
- Apollonio (comico)
- Apollonio di Afrodisia
- Apollonio di Cizio
- Apollonio Discolo
- Apollonio di Efeso
- Apollonio di Mindo
- Apollonio Eidografo
- Apollonio di Perge
- Apollonio di Tiana
- Apollonio Mys
- Apollonio Paradossografo
- Apollonio Rodio
- Apollonio Sofista
- Michele Apostolio
- Appiano
- Apsine
- Ararote
- Arato di Sicione
- Arato di Soli
- Arcadio di Antiochia
- Arcesilao (comico)
- Arcesilao di Pitane
- Archebulo
- Archedemo di Tarso
- Archedico
- Archelao di Chersoneso
- Archelao (filosofo)
- Archemaco di Eubea
- Archestrato di Gela
- Archestrato (tragico)
- Aulo Licinio Archia
- Archigene
- Archiloco
- Archimede
- pseudo-Archimede
- Archimelo
- Archino
- Archippo (filosofo)
- Archippo (comico)
- Archita
- Pseudo-Archita
- Arctino di Mileto
- (Aresa)
- (Aretade)
- Areteo di Cappadocia
- Arieto di Tegea
- Arifrone di Sicione
- Arimnesto di Crotone (pitagorico)
- Ario Didimo
- Aristagora (comico)
- Aristagora di Mileto
- Aristarco di Samo
- Aristarco di Samotracia
- Aristea di Proconneso
- Aristeo (pitagorico)
- Aristia
- Aristide Marciano
- Aristide di Mileto
- Publio Elio Aristide
- Aristide Quintiliano
- Aristippo
- Aristippo
- Aristobulo (storico)
- Aristobulo di Alessandria
- Aristocle (musico)
- Aristocle (paradossografo)
- Aristocle di Messene
- Aristocrate di Sparta
- Aristocreonte
- Aristocrito
- Aristodemo di Tebe
- Aristofane
- Aristofane di Beozia
- Aristofane di Bisanzio
- Aristofonte (comico)
- Aristombroto (pitagorico)
- Aristomene Comico
- Aristone di Pella
- Aristone d'Alessandria
- Aristone di Ceo
- Aristone di Chio
- Aristonico d'Alessandria
- Aristonico di Taranto
- Aristonimo (comico)
- Aristonoo
- Aristosseno
- Aristosseno (comico)
- Aristotele
- Armenida
- Armodio di Lepreo
- Armodio di Tarso
- Arpocrazione
- Arriano (poeta)
- Arriano
- Artemidoro (elegiaco)
- Artemidoro Capitone
- Artemidoro di Daldi
- Artemidoro di Efeso
- Artemidoro di Tarso
- Artemone di Cassandrea
- Artemone di Pergamo
- Asclepiade di Samo
- Asclepiade di Mende
- Asclepiade di Tragilo
- Asclepiodoto (tattico)
- Gaio Asinio Quadrato
- Asio di Samo
- Asopodoro
- Aspasio
- Assionico (comico)
- Asterio Sofista
- Asterio Amaseno
- Astrampsico Mago
- Atamante (pitagorico)
- Atanasio Sofista
- Atanasio di Alessandria
- Atanide di Siracusa
- Atenagora di Atene
- Atenagora di Siracusa
- Ateneo (poeta)
- Ateneo Meccanico
- Ateneo di Naucrati
- Atenione (comico)
- Atenodoro di Tarso
- Atenodoro (tragico)
- Attalo di Rodi
- Attico (filosofo)
- Augia (poeta)
- Autesione
- (Autocharis)
- Autocrate (commediografo)
- Autocrate (storico)
- Autolico di Pitane

## B
- Babrio
- Bacchilide
- Balagro
- Giulia Balbilla
- Basilide
- Basili (storico)
- Basilio di Ancira
- Basilio di Cesarea
- Batone (comico)
- Batone di Sinope
- Berosso
- Biante
- Bione di Abdera
- Bione di Boristene
- Bione di Proconneso
- Bione di Smirne
- Bione di Soli
- Bioto
- Biotto
- Bitone
- Bleso
- Boeo
- Boeto
- Boeto di Sidone
- Boida
- Boisco
- Bolo di Mende
- Brotino
- Butas

## C
- Cadmo di Mileto
- Calcidio
- Callia (comico)
- Callicrate (comico)
- Callicrate (astrologo)
- Callicratida (filosofo)
- Callifonte di Cnido
- Callimaco il Giovane
- Callimaco
- Callinico (biografo)
- Callinico (storico)
- Callino
- Callippo di Atene
- Callippo di Cizico
- Callippo di Corinto
- Callisseno di Rodi
- Callistene
- Domizio Callistrato
- Callistrato
- Callistrato (tragico)
- Cameleonte di Eraclea
- Cantaro (comico)
- Carace di Pergamo
- Carcino figlio di Senotimo
- Carcino il Giovane
- Carete di Mitilene
- Carete (gnomico) (gnomico)
- Cariclide (comico)
- Carino (poeta) (poeta)
- Caristio di Pergamo
- Caritone
- Carneade
- Carneisco
- Caronda
- Carone di Lampsaco
- Cassio Dione
- Cassio Iatrosofista
- Castorione di Soli
- Cebete
- Cecalo
- Cefalione
- Cefisodoro
- Cefisodoro di Tebe
- Cefisodoro
- Celso (filosofo)
- Cercida
- Cercope di Mileto
- Cheremone di Alessandria
- Cheremone Tragico
- Cherilo di Iaso
- Cherilo di Samo
- Cherilo (tragico)
- Cherione
- (Chersia)
- Chilone
- Chionide
- Cidia
- Lucio Cincio Alimento
- Cinea
- Cinesia
- Cirillo di Alessandria
- Cirillo di Gerusalemme
- Ciro (retore)
- Claudio Casilone
- Claudio Iolao
- Cleante
- Clearco Comico
- Clearco di Soli
- Cleeneto
- Clemente Alessandrino
- Clemente Romano
- Cleobulina di Lindo
- Cleobulo
- Cleofone di Atene
- Cleomaco
- Cleomede
- Cleomene di Reggio
- Cleone Curiense
- Cleonide
- Cleopatra (alchimista)
- Cleostrato di Tenedo
- Clidemo
- Cidemo (filosofo)
- Clinia di Taranto
- Clitarco (gnomico)
- Clitarco di Alessandria
- Clitarco di Egina
- Clito di Mileto
- Clitofonte di Rodi
- Clitonimo
- Colluto
- Colote di Lampsaco
- Comario
- Conone (grammatico)
- Conone di Samo
- Conone (storico)
- Corace (retore)
- Corinna (poetessa)
- Lucio Anneo Cornuto
- Crantore
- Cratero
- Cratete di Atene (comico)
- Cratete di Atene (storico)
- Cratete di Atene – (filosofo)
- Cratete di Mallo
- Cratete di Tebe
- Crateua
- Cratilo
- Cratino
- Cratino il Giovane
- Cratippo di Atene (storico)
- Cratippo di Pergamo (filosofo)
- Creofilo
- Crini
- Crisermo
- Crisippo (storico)
- Crisippo di Soli
- Critolao (storico)
- Critolao (filosofo)
- Critone (comico)
- Critone (storico)
- Critone (filosofo)
- Crizia
- Crobilo
- Ctesia di Cnido
- Ctesibio
- Ctesicle (storico)
- Ctesifonte (storico)

## D
- Daimaco (storico)
- Daimaco il Giovane (storico)
- Damascio (filosofo)
- Damaste di Sigeo (storico)
- Damiano (scrittore di ottica)
- Damigerone
- Damippo (filosofo)
- Damone (storico)
- Damone (musico)
- Damone (pitagorico) (filosofo)
- Damosseno (comico)
- Dafita (grammatico e sofista)
- Deioco di Proconneso (storico)
- Demade (oratore e retore)
- Demarato (storico)
- Demareta (Poeta)
- Demetrio Comico
- Demetrio di Falero
- Demetrio il Giovane
- Demetrio (grammatico)
- Demetrio (storico)
- Demetrio (storico e filosofo)
- Demetrio (filosofo)
- Demetrio (poeta)
- Demetrio (retore)
- Demetrio (tragico)
- Democare (nipote di Demostene) (storico e oratore)
- Democede di Crotone (pitagorico)
- Democle (storico)
- Democrito di Efeso (storico)
- Democrito (filosofo)
- Demodoco di Lero
- Demone (storico) (storico)
- Demonatte (filosofo)
- Demonatte (tragico)
- Demonico (comico)
- Demostene (elegiaco e epico)
- Pseudo-Demostene (epigrammista)
- Demostene (oratore)
- (Dercillo) (storico)
- Dexicrate (comico)
- Publio Erennio Dessippo (storico)
- Dessippo (filosofo)
- Diagora (lirico)
- Dicearco (filosofo)
- Diceogene (tragico)
- Didimarco (Poeta)
- Didimo (scrittore di metrologia)
- Didimo Calcentero (grammatico)
- Didimo il Cieco (scrittore ecclesiastico)
- Dieuche (medico)
- Dieuchida (storico)
- Difilo (comico)
- Diillo (storico)
- Dinarco (oratore)
- Dinia (storico)
- Dinoloco (comico)
- Dinone (storico)
- Dinostrato (matematico)
- Diocle di Magnesia (filosofo)
- Diocle di Pepareto (storico)
- Diocle (comico)
- Diocle (matematico)
- Diodoro di Sinope
- Diodoro (elegiaco)
- Diodoro (periegeta)
- Diodoro (filosofo)
- Diodoro (retore)
- Diodoro (scrittore ecclesiastico)
- Diodoro Siculo (storico)
- Diofane di Nicea (agronomo)
- Diofanto (comico)
- Diofanto (storico)
- Diofanto di Alessandria (matematico)
- Diofilo o Diofila (poeta)
- Diogene (storico)
- Diogene di Apollonia (filosofo)
- Diogene di Enoanda
- Diogene (filosofo)
- Diogene (filosofo e tragico)
- Diogene (tragico)
- Diogene Laerzio (biografo)
- Diogeniano (grammatico)
- Diogeniano (filosofo)
- Dione Crisostomo (sofista)
- Dione di Alessandria (filosofo)
- Dionigi di Alicarnasso (storico e retore)
- Elio Dionisio Attico
- Dionisio (comico)
- Dionisio (elegiaco e epico)
- Dionisio (geografo)
- Dionisio (storico)
- Dionisio (periegeta)
- Dionisio Μεταθέμενος (filosofo)
- Dionisio (scrittore ecclesiastico)
- Dionisio (sofista)
- Dionisio Calco (elegiaco)
- Dionisio I (tragico)
- Dionisio II (elegiaco)
- Dionisio di Mileto (grammatico)
- Dionisio Giambo (grammatico o poeta)
- (Dionisio Scimneo) (tragico o comico)
- Dionisio Trace (grammatico)
- Pseudo-Dioscoride (medico)
- Dioscoride di Anazarbo (medico e botanico)
- Dioscoride (storico e allievo di Isocrate)
- Diotimo (filosofo)
- Dioxippo (comico)
- Dissoi Logoi
- Ditti Cretese (storico)
- Dorieo (poeta)
- Doroteo (astrologo)
- Dosiada (storico)
- Dosiada (lirico)
- Dositeo (grammatico)
- Dositeo (matematico)
- Dositeo (storico)
- Dromo (comico)
- Duride di Samo (storico)

## E
- Ecateo di Mileto (storico)
- (Eccelo) (filosofo)
- Ecfantide (comico)
- (Ecfanto) (filosofo)
- Echecrate (filosofo)
- Echeflida (storico)
- Echembroto (elegiaco e lirico)
- Edile (epigrammista)
- Edilo (epigrammista)
- Efestione (astrologo)
- Efestione (grammatico)
- Efippo (comico)
- Efippo di Olinto (storico)
- Eforo di Cuma (storico)
- Efrem (scrittore ecclesiastico)
- Efrem Siro (teologo)
- Egemone (poeta) (elegiaco e epico)
- Egemone Parodio
- Egesandro (storico)
- Egesia di Cirene (filosofo)
- Egesia di Magnesia (storico e retore)
- Egesianatte (astronomo e elegiaco e epico)
- Egesino (elegiaco e epico)
- Egesippo (epigrammista)
- Egesippo (scrittore ecclesiastico)
- Egesippo (comico)
- Egesippo (uomo politico e oratore)
- Egesippo di Meciberna (storico)
- Egesippo di Taranto
- Eliano Tattico
- Elio Aristide
- Claudio Eliano (sofista)
- Elio Dione (storico)
- Eliodoro (alchimista e poeta)
- Eliodoro (periegeta)
- Eliodoro di Emesa
- Eliodoro (tragico)
- Eliodoro di Alessandria (astronomo)
- Ellanico di Lesbo (storico)
- Ellanico (grammatico)
- Ellopione di Pepareto (astronomo)
- Empedocle
- Enea Tattico
- Enesidemo (filosofo)
- Eniade (lirico)
- Enioco (comico)
- Enomao (filosofo)
- Enopide (filosofo)
- Eparchide (storico)
- Epeneto
- Epicarmo (comico)
- Epicrate (comico)
- Epicuro (filosofo)
- Epifanio di Salamina (scrittore ecclesiastico)
- Epigene (comico)
- Epigene di Sicione
- Epilico (comico)
- Epimenide (filosofo)
- Epinico (comico)
- Epitteto
- Eraclide (comico)
- Eraclide Comico
- Eraclide Critico (periegeta)
- Eraclide di Cuma (storico)
- Eraclide di Mileto (grammatico)
- Eraclide di Taranto (architetto)
- Eraclide di Tarso (filosofo)
- Eraclide Lembo (storico)
- Eraclide Pontico il giovane (grammatico)
- Eraclide Pontico (filosofo) -
- Eraclide (tragico)
- Eraclito (grammatico)
- Eraclito (paradossografo)
- Eraclito di Efeso (filosofo)
- Eraclito di Eritre (medico)
- Erasistrato (medico)
- Eratostene di Cirene
- Erea di Megara (storico)
- Erennio Filone (grammatico e storico)
- Ergia di Rodi (storico)
- Ericio (poeta)
- Erillo (filosofo)
- Erinna (lirico)
- Erifo (comico)
- Ermeo (storico)
- Erma (padre apostolico) (scrittore ecclesiastico)
- Ermagora di Temno
- Ermarco di Mitilene (filosofo)
- Ermete Trismegisto
- Ermesianatte (elegiaco)
- Ermesianatte (storico)
- Ermia (apologista)
- Ermia (storico)
- Ermia (giambografo)
- Ermia (filosofo)
- Ermia (poeta)
- Ermino (filosofo)
- Ermippo (comico)
- Ermippo di Smirne (grammatico e storico)
- Ermocle (lirico)
- Ermodoro di Siracusa (filosofo)
- Ermogene di Tarso (retore)
- Ermoloco (lirico)
- Ermonatte (elegiaco e epico)
- Erode Attico (sofista)
- Erodiano (storico)
- Elio Erodiano (grammatico e retore)
- Eroda (mimografo)
- Erodico (medico)
- Erodico di Babilonia (grammatico)
- Erodoro (storico)
- Erodoto (storico)
- Erofilo (medico)
- Erone di Alessandria
- Eroziano (grammatico e medico)
- Eschilo
- Eschine (oratore)
- Eschine Socratico (filosofo)
- Escrione (epico e giambografo)
- Esichio di Alessandria (lessicografo)
- Esichio (scrittore ecclesiastico)
- Esichio di Mileto (storico)
- Esiodo
- Esopo
- Etlio
- Eubeo di Paro (parodico)
- Eubulide (comico) (comico)
- Eubulo (commediografo) (comico)
- Euclide (comico) (comico o giambografo)
- Euclide (matematico)
- Euclide di Megara
- Eudemo (filosofo)
- Eudemo (poeta e medico)
- Eudemo (retore)
- Eudocia Augusta (poetessa)
- Eudosso (comico) (comico)
- Eudosso di Cizico (periegeta)
- Eudosso di Cnido (matematico e astronomo)
- Eudosso di Rodi (storico)
- Eudromo (filosofo)
- Eufane (comico)
- Eufanto (filosofo)
- Euforione di Calcide
- Eufrone (comico)
- Eufronio di Chersoneso (lirico)
- Eugammone di Cirene
- Eugenio (alchimista)
- Eumaco (storico)
- Eumede (comico) (comico)
- Eumelo di Corinto (elegiaco e epico)
- Eunapio (storico e sofista)
- Eunico (comico)
- Eupoli (comico)
- Eurifamo (filosofo)
- Euripide
- Euripide il giovane
- Eurito (filosofo)
- Eusebio di Mindo (filosofo)
- Eusebio di Cesarea
- Eustazio di Antiochia (scrittore ecclesiastico e teologo)
- Eustochio di Alessandria (sofista)
- Eutecnio (sofista)
- Eutichiano di Cappadocia (storico)
- Euticle (comico) (comico)
- Eutidemo di Atene (medico)
- Evagone (storico)
- Evagrio Pontico (scrittore ecclesiastico)
- Evangelo (comico) (comico)
- Evante (elegiaco e epico)
- Evareto (tragico)
- Evemero
- Eveno di Paro (elegiaco)
- Ezechiele tragico (tragico)

## F
- Quinto Fabio Pittore
- Fania di Ereso
- Fanocle
- Fanodemo (storico)
- Fanodico (storico)
- Favorino (filosofo e retore)
- Fedimo (epigrammista)
- Fedimo (epico)
- Fenice di Colofone (giambografo)
- Fenicide (comico)
- Ferecrate (comico)
- Ferecide di Atene (storico)
- Ferecide di Siro (mitografo e filosofo)
- Ferenico (elegiaco e epico)
- Festo (epico)
- Filarco (poeta)
- Filarco di Atene (storico)
- Filea (scrittore ecclesiastico)
- Filemone di Siracusa (comico)
- Filemone il giovane (comico)
- Filenide di Samo (scrittrice)
- Filetero (comico)
- Filiade (elegiaco)
- Filico (lirico)
- Filillio (comico)
- Filino di Agrigento (storico)
- Filippide (comico) (comico)
- Filippo (comico)
- Filippo (storico)
- Filippo II di Macedonia
- Filisco (comico)
- Filisco (retore)
- Filisco (tragico)
- Filistione di Locri
- Filisto (storico)
- Fillide (storico)
- Filita (elegiaco e grammatico)
- Filocoro (storico)
- Filocle (comico)
- Filocle (tragico)
- Filodamo (lirico)
- Filodemo di Gadara
- Filogelo
- Filolao
- Filone Giudeo il Vecchio (elegiaco e epico)
- Filone di Bisanzio
- Filone (medico)
- Filone (paradossografo)
- Filone (poeta)
- Filone di Alessandria
- Filonide (comico)
- Filostefano (comico)
- Filostefano (storico)
- Filostorgio (scrittore ecclesiastico)
- Flavio Filostrato
- Filostrato il Vecchio
- Filostrato il Giovane
- Filosseno (grammatico)
- Filosseno (lirico)
- Filumeno (medico)
- Finti (filosofa)
- Finzia (pitagorico) (filosofo)
- Flegone di Tralle
- Focilide (elegiaco e gnomico)
- Focione
- Pseudo-Focilide (gnomico)
- Formide (comico)
- Frinico (tragico del VI-V secolo a.C.)
- Frinico, tragico di data incerta
- Frinico, comico
- Frinico Arabio, grammatico

## G
- Gaio (scrittore ecclesiastico)
- Galeno (medico)
- Gemino (astronomo)
- Gennadio I (scrittore ecclesiastico)
- Geronimo (storico)
- Geronimo (filosofo)
- Giamblico
- Giamblico (alchimista)
- Giamblico (scrittore erotico)
- Giorgio Codino (storico)
- Giorgio Peccatore (poeta)
- Giovanni Archiereo (alchimista)
- Giovanni Crisostomo
- Giovanni Stobeo
- Giuba II (re di Mauretania e storico)
- Giuliano (scriptor Legis De Medicis)
- Flavio Claudio Giuliano (imperatore)
- Giuliano (scrittore ecclesiastico)
- Giulio (elegiaco e epico)
- Sesto Giulio Africano
- Giulio Polluce
- Flavio Giuseppe
- Giustino (apologista)
- Glauco (poeta)
- Glauco (storico)
- Glauco di Locri
- Gorgia
- Gorgia (storico)
- Gorgone (storico)
- Gregorio Nazianzeno
- Gregorio di Nissa (teologo)
- Gregorio Taumaturgo (scrittore ecclesiastico)
- Grillo (lirico)

## I
- Ibico
- Iceta di Siracusa
- Icco
- Ideo (elegiaco e epico)
- Ideo (filosofo)
- Idomeneo  (storico)
- Ierocle di Alessandria
- Ierofilo (filosofo e sofista)
- Ignazio di Antiochia
- Imerio di Prusa (sofista)
- Iofone (tragico)
- Ione di Samo (elegiaco)
- Ione di Chio (filosofo e poeta)
- Ipazia
- Iperide (oratore)
- Ipermene (storico)
- Iperoco (storico)
- Ippi di Reggio (storico)
- Ipsicle (astronomo e matematico)
- Ipparchia (filosofa)
- Ipparco di Nicea
- Ipparco (comico)
- Ipparco Parodio
- Ipparco Epigrammista
- Ippaso di Metaponto
- Ippia (storico)
- Ippia di Elide (sofista)
- Ippocrate di Chio
- Ippocrate di Coo
- Ippodamo (filosofo)
- Ippolito di Roma
- Ippone di Reggio (filosofo)
- Ipponatte (giambografo)
- Ippostrato (storico)
- Ippotoonte (tragico)
- Ireneo (teologo)
- Iseo (oratore)
- Isidoro (scrittore di inni)
- Isidoro (tragico)
- Isidoro di Carace (geografo)
- Isigono Paradossografo
- Iside la Profetessa (alchimista)
- Isocrate (oratore)
- Istieo (storico)
- Istro Callimacheo (storico)
- Isillo (lirico)

## L
- Lacare (sofista)
- Lamprocle (lirico)
- Laminzio (lirico)
- Lampro di Eritre (musicista)
- Laone (comico)
- Laso (lirico)
- Leone di Bisanzio (storico)
- Leofanto Gorgiade (filosofo)
- Leonida (epigrammista)
- Lepido (storico)
- Lesbonatte (grammatico)
- Lesbonatte (retore)
- Lesche (epico)
- Leschide (elegiaco e epico)
- Leto (storico)
- Leucippo
- Leucone (comico)
- Libanio (retore e sofista)
- Licea di Argo (storico)
- Licea di Naucrati (storico)
- Licimnio (lirico)
- Lico di Reggio (storico)
- Licofrone
- Licofrone (sofista)
- Licofronide Melico (lirico)
- Licone di Iaso (filosofo)
- Licone della Troade (filosofo)
- Licurgo di Atene (oratore)
- Limenio (lirico)
- Linceo di Samo (comico)
- Lisania di Mallo (storico)
- Lisia (oratore)
- Liside (filosofo)
- Lisimaco di Alessandria (storico)
- Lisippo Comico
- Lobo (poeta)
- Lolliano (scrittore erotico)
- Cassio Longino (filosofo e retore)
- Longo Sofista
- Luca evangelista
- Luciano di Samosata

## M
- Pseudo-Macario (scrittore ecclesiastico)
- Macedonio (lirico)
- Macone (comico)
- Magnete (comico)
- Magno di Carre (storico)
- Maiistas (elegiaco e epico)
- Mamerco (poeta)
- Manetone (storico)
- Manetone (astrologo)
- Marcellino (biografo)
- Marcellino (medico)
- Marcello (storico)
- Marcello (poeta e medico)
- Marcello (teologo)
- Marciano di Eraclea (geografo)
- Marco Diacono (scrittore ecclesiastico)
- Marco Aurelio
- Marino (filosofo)
- Marino di Tiro (geografo)
- Massimo (astrologo)
- Massimo Epirota (retore)
- Massimo di Tiro (sofista)
- Massimo (teologo)
- Matrone di Pitane
- Meandrio (storico)
- Megastene (storico)
- Megillo (filosofo)
- Melampo (Scriptor De Divinatione)
- Melanippide (lirico)
- Melanzio (elegiaco) (elegiaco e tragico)
- Melanzio (storico)
- Melanzio (tragico)
- Meleagro di Gadara
- Meleto il giovane (tragico)
- Melinno (lirico)
- Melissa (pitagorica)
- Melisseo (storico)
- Melisso di Samo (filosofo)
- Melito (apologista)
- Melito (tragico)
- Memnone di Eraclea (storico)
- Menandro
- Menandro di Efeso (storico)
- Menandro (retore)
- Menecle (storico)
- Menecmo (matematico)
- Menecrate (comico)
- Menecrate (storico)
- Menecrate (medico)
- Menecrate di Efeso (poeta e filosofo)
- Menedemo di Eretria
- Menedemo  (filosofo cinico)
- Menelao di Alessandria
- Menelao di Ege (elegiaco e epico)
- Menestene (storico)
- Menestore (filosofo)
- Menetore (storico)
- Menippo (comico)
- Menippo (geografo)
- Menippo di Gadara (filosofo)
- Menodoto (storico)
- Menofilo (poeta)
- Menillo (storico)
- Merò di Bisanzio (elegiaca e epica)
- Mesomede di Creta (lirico)
- Metagene (comico)
- Metopo (filosofo)
- Metrodora (medica)
- Metrodoro di Chio (filosofo)
- Metrodoro di Lampsaco (presocratico)
- Metrodoro di Lampsaco (epicureo)
- Metrodoro di Scepsi (filosofo)
- Metrodoro Epicureo (filosofo)
- Metrofane (storico)
- Milone di Crotone (filosofo)
- Mimnermo
- Mimnermo (tragico)
- Minuciano il giovane (retore)
- Misone (filosofo)
- Miteco Siculo
- Mnasalca (epigrammista)
- Mnasea di Patrasso (periegeta)
- Mnesimaco (comico)
- Mnesimaco (storico)
- Moderato (filosofo)
- Meride (lessicografo)
- Molpide di Sparta (storico)
- Monimo (filosofo)
- Montano (teologo)
- Morsimo (tragico)
- Moschione (tragico)
- Moschione (scrittore tecnico)
- Mosco
- Mosè (alchimista)
- Museo (autore mitico)
- Museo Efesio (poeta)
- Museo Grammatico
- Gaio Musonio Rufo (filosofo)
- Miia (pitagorica)
- Mirone  (storico)
- Mironiano (storico)
- Mirsilo di Metimna (storico)
- Mirtilo Comico

## N
- Naumachio (elegiaco e epico)
- Nausicrate (comico)
- Nausifane (filosofo)
- Neante (storico)
- Nemesio (teologo)
- Neofrone (tragico)
- Neottolemo (grammatico)
- Nepualio (medico e filosofo)
- Nessa (filosofo)
- Nestore di Laranda
- Nicandro (grammatico) (grammatico)
- Nicandro (poeta) (poeta)
- Nicandro (storico) (storico
- Nicanore (grammatico)
- Niceneto (elegiaco e epico)
- Nicerato (elegiaco e epico)
- Nicia (epigrammista)
- Nicia di Nicea
- Nicocare (comico)
- Nicocle di Sparta (grammatico)
- Nicocrate (storico)
- Nicofonte (comico)
- Nicolao (comico)
- Nicolao (retore)
- Nicola di Damasco (storico)
- Nicomaco (comico)
- Nicomaco di Gerasa (matematico)
- Nicomaco (tragico)
- Nicomede (matematico)
- Nicone (comico)
- Nicostrato (comico) (comico)
- Ninfide (storico)
- Ninfodoro di Siracusa (storico)
- Nonno di Panopoli (elegiaco e epico)
- Nosside (epigrammista)
- Numenio di Apamea (filosofo)
- Numenio (poeta)

## O
- Ocello Lucano (filosofo)
- Omero (epico)
- Onasandro (tattico)
- Onata di Crotone (filosofo pitagorico)
- Ofelione (comico)
- Oppiano di Anazarbo
- Oppiano di Apamea
- Orapollo (grammatico)
- Oribasio (medico)
- Origene Adamantio (teologo)
- Orione (grammatico)
- Oro (grammatico)
- Ostane Mago (alchimista)

## P
- Peone (storico)
- Palefato (mitografo)
- Pallada (epigrammista)
- Palladio (scrittore ecclesiastico)
- Panfila di Epidauro (storica)
- Pamprepio (elegiaco e epico)
- Panarce (Scriptor Aenigmatum)
- Pancrate (elegiaco)
- Pancrate (epigrammista)
- Panezio (filosofo)
- Panfilo (poeta)
- Panfilo (tragico)
- Panteleio (elegiaco e epico)
- Paniassi (elegiaco e epico)
- Paolo (astrologo)
- Papia di Ierapoli (scrittore ecclesiastico)
- Pappo di Alessandria (matematico)
- Paradossografo Fiorentino
- Paradossografo Palatino
- Paradossografo Vaticano
- Paramono (comico)
- Parmenide (poeta e filosofo)
- Parmenisco (filosofo)
- Parmeno (giambografo)
- Parone (filosofo)
- Parrasio (epigrammista)
- Partace (storico)
- Partenio di Nicea (mitografo)
- Patrocle (storico)
- Patrocle (tragico)
- Pausania (lessicografo)
- Pausania di Damasco (storico)
- Pausania il Periegeta
- Pelagio (alchimista)
- (Pempelo) (filosofo)
- Periandro
- Perittione (filosofa)
- Perseo di Cizio (filosofo)
- Persino (poeta)
- Petrone (filosofo)
- Pietro I di Alessandria
- Pigrete
- Pindaro
- (Pirandro) (storico)
- Pirgione (storico)
- Pirro
- Pirrone
- Pisandro di Laranda (elegiaco e epico)
- Pisandro di Rodi (elegiaco e epico)
- Pitagora
- Pitea
- Piteneto (storico)
- Pitermo di Efeso (storico)
- Pitermo di Teo (storico)
- Pitocle di Samo (storico)
- Pitone (tragico)
- Pitone (filosofo) -
- Pittaco
- Platone (comico)
- Platone
- Pseudo-Platone
- Platonio (grammatico)
- Plotino
- Polieucto di Sfetto
- Pseudo-Plutarco
- Plutarco
- Polemeo (tragico)
- Polemone Accademico
- Polemone Periegeta
- Polemone Sofista
- Polioco (comico)
- Polibio
- Polibio di Sardi (retore)
- Policarpo di Smirne
- Policarmo Storico
- Policarmo di Naucrati
- Policleto
- Policrate (storico)
- Policrate di Atene (retore)
- Policrate di Efeso
- Policrito (storico)
- Polieno di Lampsaco (filosofo)
- Polieno
- Poliido (tragico)
- Polifrasmone (tragico)
- Polistrato (filosofo)
- Polizelo (comico)
- Polizelo di Rodi (storico)
- Giulio Polluce
- Pompeo Macro (tragico)
- Porfirio
- Posidippo di Cassandrea (comico)
- Posidippo di Pella (epigrammista)
- Posidonio (poeta)
- Posidonio (storico)
- Posidonio
- Posside di Magnesia (storico)
- Potamone (storico)
- Prassagora (storico)
- Prassagora di Cos (medico)
- Prassifane di Mitilene
- Prassitele
- Pratina
- Praxilla (o Prassilla)
- Prisciano Lidio (filosofo)
- Prisco (epico)
- Prisco Panite (storico e retore)
- Eutichio Proclo
- Proclo
- Prodico
- Promathion (storico)
- Promatida di Eraclea (storico)
- Pronomo di Tebe (lirico)
- Proro di Cirene (filosofo)
- Protagora
- Protagoride di Cizico (storico)
- Prosseno (storico)

## Q
- Quinto Smirneo

## R
- Riano (poeta)
- Rintone
- Romano (sofista)
- Rufino (poeta)
- Rufo (medico)
- Rufo (retore)
- Publio Rutilio Rufo

## S
- Saturnino Secondo Salustio
- Sannirione (comico)
- Saffo
- Satiro (biografo)
- Satiro (storico)
- Scamone (storico)
- Scira di Taranto (comico)
- (Scleria) (tragico)
- Scilace (periegeta)
- Pseudo-Scimno (geografo)
- Scitino (epigrammista)
- Scitino di Teo (poeta e filosofo)
- Seleuco di Seleucia
- Seleuco di Alessandria
- Seleuco di Tarso
- Seleuco, figlio di Mnesittolemo (lirico)
- Semo di Delo (grammatico)
- Semonide
- Senagora (storico)
- Senarco (comico)
- Seniade di Corinto (sofista)
- Senione (storico)
- Senocle (tragico)
- Senocrate
- Senocrate (medico)
- Senofane
- Senofilo (musico e filosofo)
- Senofonte Efesio
- Senofonte (storico)
- Senone (comico)
- Serapione di Antiochia (scrittore ecclesiastico)
- Serapione (tragico)
- Serapione (astrologo)
- Sereno di Antinoe (geometra)
- Sesto Empirico
- Severiano di Gabala (scrittore ecclesiastico)
- Severo Iatrosofista (medico)
- Severo Platonico (filosofo)
- Severo, discepolo di Libanio (sofista)
- Sfero (filosofo) -
- Sileno di Calatte (storico)
- Sileno (lessicografo)
- Sileno (tragico)
- Simmia di Rodi (grammatico)
- Simone di Atene (autore del De forma et delectu equorum)
- Simonide
- Simplicio (filosofo)
- Simo di Posidonia (pitagorico)
- Simo di Magnesia (autore di ilarodie)
- Similo (comico)
- Similo (elegiaco)
- Similo (giambografo)
- Sinesio di Cirene (filosofo)
- Sinesio (alchimista)
- Siriano di Atene (filosofo)
- Sminte (astronomo)
- Socrate di Rodi (storico)
- Socrate di Argo (periegeta)
- Socrate Grammatico
- Socrate Scolastico (storico)
- Socrate
- (Sodamo) (elegiaco)
- Sofeneto di Stinfalo (storico)
- Sofilo (comico)
- Sofocle
- Sofocle il Giovane (tragico)
- Sofrone (mimografo)
- Sogene (comico)
- Solone
- Sopatro di Pafo (comico)
- Sopatro di Atene (commentatore di Ermogene)
- Sorano di Efeso (medico)
- Sosibio di Sparta (grammatico)
- Sosicrate Comico
- Sosicrate di Rodi (storico)
- Sosicrate di Fanagoria (epico)
- Sosifane (tragico)
- Sosigene di Alessandria (astronomo)
- Sosigene il Peripatetico (filosofo)
- Sosipatro (comico)
- Sosippo (comico)
- Sositeo (tragico)
- Sostene di Cnido (storico)
- Sostrato di Nissa (grammatico)
- Sostrato (epico ed elegiaco)
- Sotade (giambografo)
- Sotade (comico)
- Sozione il Peripatetico
- Sozione Paradossografo
- Sozione di Alessandria
- Sozomeno (scrittore ecclesiastico)
- Speusippo (filosofo
- Spintaro (padre di Aristosseno)
- Spintaro di Eraclea (tragico)
- Stafilo di Naucrati (storico)
- Stefano (comico)
- Stenelo (tragico)
- (Stenida di Locri) (filosofo)
- Stesiclide di Atene (storico)
- Stesicoro (lirico)
- Stesicoro II (lirico)
- Stesimbroto di Taso (storico)
- Giovanni Stobeo (antologista)
- Strabone (geografo)
- Stratone di Sardi (epigrammista)
- Stratone di Lampsaco (filosofo)
- Stratone (comico)
- Stratonico di Atene (poeta)
- Strattis (comico)
- Susarione (comico)
- Svetonio (grammatico e storico)

## T
- Taleta (lirico)
- Talete
- Tallo (storico)
- Taziano il Siro (apologeta)
- Teagene (storico)
- Teagene di Reggio
- Teagete (filosofo)
- Teano (filosofo)
- Tearida (filosofo)
- Telaugete (filosofo)
- Teleclide (comico)
- Telefane (storico)
- Telenico
- Telefo (grammatico)
- Telete (filosofo)
- Telesilla (lirico)
- Teleste di Selinunte (lirico)
- Temisone (periegeta)
- Temistagora
- Temistio (filosofo e retore)
- Tenaro (grammatico)
- Teocle (lirico)
- Teocrito
- Teocrito di Chio (sofista)
- Teodette di Faselide (tragico)
- Teodoreto di Cirro (scrittore ecclesiastico e teologo)
- Teodorida di Siracusa (epigrammista)
- Teodorida (tragico)
- Teodoro (epistolografo)
- Teodoro di Cirene (matematico)
- Teodoro l'ateo
- Teodoro (tragico)
- Teodoro di Eraclea (scrittore ecclesiastico)
- Teodoro Grammatico
- Teodoro di Ierapoli
- Teodoro Lirico
- Teodosio di Bitinia (astronomo e matematico)
- Teodosio (grammatico)
- Teodoto giudeo (elegiaco e epico)
- Teofane (storico)
- Teofilo di Antiochia
- Teofilo Comico
- Teofilo Storico
- Teofilo di Alessandria (scrittore ecclesiastico)
- Teofrasto
- Teogneto (comico)
- Teognide (elegiaco)
- Teognide di Rodi  (storico)
- Teognide (tragico)
- Teolito di Metimna (elegiaco e epico)
- Teone (grammatico)
- Teone di Alessandria (filosofo e matematico)
- Elio Teone (retore)
- Teopompo (comico)
- Teopompo di Colofone (epico)
- Teopompo di Chio (storico)
- Teotimo (storico)
- Terpandro (lirico)
- Terpsicle
- Terpsione
- Teseo (storico)
- Tespi (tragico)
- Tessalo (astrologo e medico)
- Teucro di Babilonia (astrologo)
- Teucro di Cizico (storico)
- Teudoto (tragico)
- Tiberio (retore)
- Timachida di Rodi (storico)
- Timeo Sofista (grammatico)
- Timeo (storico)
- Timeo di Tauromenio (storico)
- Timeo Prassida (astrologo)
- Timagene (storico)
- Timageto (storico)
- Timagora (storico)
- Timesiteo (tragico)
- Timocle  (comico)
- Timocle  (tragico)
- Timocrate di Sparta
- Timocreonte di Rodi (lirico)
- Timolao (storico)
- Timolao (retore)
- Timomaco (storico)
- Timonatte (storico)
- Timone di Fliunte (filosofo)
- Timonide (storico)
- Timosseno (comico)
- Timostrato (comico)
- Timoteo Comico
- Timoteo (storico)
- Timoteo (tragico)
- Timoteo di Mileto (lirico)
- Tindarico di Sicione (poeta gastronomico)
- Tinnico (lirico)
- Tirannione (grammatico)
- Tirannione il giovane (grammatico)
- Tirteo (elegiaco)
- Tolemaide di Cirene (filosofo)
- Claudio Tolomeo (astronomo)
- Pseudo-Tolomeo
- Tolomeo Gnostico
- Tolemeo di Ascalona (grammatico)
- Tolemeo figlio di Agesarco (storico)
- Tolemeo figlio (o padre) di Aristonico (grammatico)
- Tolomeo III (Evergete I, Epigr.)
- Tolomeo IV (Filopatore, tragico)
- Tolomeo VIII (Evergete II, storico)
- Trasialce (filosofo)
- Trasillo (storico)
- Trasimaco di Calcedone (retore e sofista)
- Trifiodoro (epico e grammatico)
- Trifone di Alessandria (grammatico)
- Trifone II (grammatico)
- Troilo (sofista)
- Tucidide (storico)
- Tugenide (comico)

## U
- Ulpiano di Antiochia

## V
- Valentino (gnostico)
- Vettio Valente (astrologo)

## X
- Xanto Lidio (storico)
- Xenomede di Ceo (storico)
- Xenone (grammatico)
- Xuto (filosofo)

## Z
- Zaleuco di Locri
- Zenone di Rodi (storico)
- Zenone di Elea
- Zenone di Cizio
- Zenone di Sidone (filosofo)
- Zenobio (sofista) (paremiografo)
- Zenodoro (matematico)
- Zenodoro (grammatico)
- Zenodoto di Efeso
- Zenotemide
- Zopiro di Taranto
- Zopiro (tragico)
- Zosimo di Panopoli (alchimista)
- Zosimo (storico)